# Gereformeerd protestantisme
Gereformeerd protestantisme is een stroming binnen het protestantse christendom, die teruggaat op wat wel de 'Zwitserse reformatie' wordt genoemd. Deze stroming begon in 1519 met het optreden van Huldrych Zwingli in Zürich. De breuk tussen Zwingli en Maarten Luther aangaande de avondmaalsleer gaf het gereformeerd protestantisme een eigen karakter ten opzichte van het lutheranisme.

## Definitie en terminologie
De gereformeerde traditie wordt vaak als calvinisme aangeduid, naar Johannes Calvijn, een invloedrijke hervormer in Genève die vanuit Genève een belangrijk stempel op deze stroming wist te drukken. Hoewel dit begrip eigenlijk alleen slaat op de leer van Calvijn, gaat het gereformeerd protestantisme als stroming breder dan alleen zijn werk.
De term 'gereformeerd' binnen gereformeerd protestantisme wijst slechts op de afkomst uit de Reformatie (letterlijk: hervorming). Daarmee is het een verwarrende term omdat er ook andere stromingen afkomstig zijn uit de reformatie dan alleen het gereformeerd protestantisme. Andere stromingen uit de reformatie, behalve het gereformeerd protestantisme, zijn het lutheranisme, het anabaptisme en het anglicanisme.
De definities en grenzen van het gereformeerd protestantisme zijn onderwerp van debat onder wetenschappers. Het gereformeerd christendom begon als historische beweging tijdens de Reformatie met Huldrych Zwingli in Zürich, Zwitserland. Na het mislukken van het Marburgse Colloquium in 1529 tussen de volgelingen van Zwingli en die van Maarten Luther, waarbij men het niet eens kon worden over de werkelijke tegenwoordigheid van Christus in het Avondmaal, werden gereformeerde protestanten gedefinieerd door hun tegenstelling tot de lutheranen. De gereformeerden keerden zich ook tegen de anabaptisten en bleven zo binnen de magisteriële Reformatie.

## Belangrijke gereformeerd-protestantse personen en documenten
Het gereformeerd protestantisme heeft diverse belangrijke vormgevers gehad, zoals de al genoemde Zwingli en Calvijn, Martin Bucer, Heinrich Bullinger, John Knox, Theodorus Beza, Guillaume Farel.
Belangrijke basiswerken binnen de stroming zijn in chronologische volgorde:
- de Eerste Helvetische Geloofsbelijdenis (1536) door Bullinger en Jud
- de Franse Geloofsbelijdenis (1559) door Calvijn
- de Schotse Geloofsbelijdenis (1560) onder leiding van Knox
- de Nederlandse Geloofsbelijdenis (1561) door De Brès
- de Tweede Helvetische Geloofsbelijdenis (1562) door Bullinger
- de Heidelbergse Catechismus (1563) door Ursinus en Olevianus
- de Vijf artikelen van de remonstranten (1610) door volgelingen van Jacobus Arminius
- de Dordtse Leerregels of Vijf artikelen tegen de remonstranten (1619) door de Synode van Dordrecht
- de Westminster Confessie (1646) door de Synode van Westminster
- de Grote en Kleine Westminster Catechismus (1649).

## Gereformeerd protestantisme per land

### Nederland

Uitgebreid spectrum van de verschillende gereformeerden in Nederland vanaf 1816 tot 2006, met links extra de Evangelisch-Lutherse Kerk. De doorgaande verticale lijn stelt de Nederlandse Hervormde Kerk voor. Klik op het plaatje voor een vergroting.

Ontstaansgeschiedenis van kerken in Nederland

In 1571 werd in de Oost-Friese stad Emden de Synode van Emden gehouden gedurende welke de Nederduitse Gereformeerde Kerk werd gesticht. In de Tachtigjarige Oorlog werd het de publieke kerk van de Republiek der Zeven Verenigde Nederlanden. In de Zuidelijke Nederlanden, die niet door de Republiek werden beheerst (Vlaanderen, Brabant, het huidige Limburg, Waalse gebieden), werden aanhangers streng vervolgd, wat een vluchtelingenstroom naar het Noorden op gang bracht. De Waalse vluchtelingen stichtten hun eigen Waalse kerken, waar Frans de voertaal was. Deze Waals-gereformeerden onderscheidden zich zo van de Nederduits-gereformeerden, die Nederduits (Nederlands) als voertaal hadden.
Tijdens de Synode van Dordrecht van 1618 - 1619 vond de eerste afscheiding plaats: tijdens de synode werden tweehonderd predikanten uit het ambt gezet, waarop deze in Antwerpen de "Remonstrantse Broederschap" oprichtten.
In 1816 fuseren de Nederduitse Gereformeerde Kerk en de Waalse Kerken tot de Nederlandse Hervormde Kerk. In de tweede helft van de negentiende eeuw gaan de tegenstellingen binnen de Nederlandse Hervormde Kerk steeds nadrukkelijker een rol spelen, er zijn grote verschillen in opvatting over de kerkelijke leer tussen vrijzinnigen en rechtzinnigen. De vooraanstaande dominee Abraham Kuyper weet een deel van de rechtzinnige onvrede te kanaliseren in de Doleantie van 1886, die leidt tot wederom een uittreden van grote groepen gelovigen uit de Nederlandse Hervormde Kerk en de oprichting van de Gereformeerde Kerken in Nederland, waarbij zich ook veel Afscheidingsgemeenten aansluiten.
Na de afscheiding van het meest conservatieve deel van de Gereformeerde Kerken in Nederland in de Vrijmaking van 1944, moderniseren de Gereformeerde Kerken in de jaren zestig en zeventig onder invloed van de maatschappelijke ontwikkelingen. De ontzuiling en het ideaal van oecumene leidt tot een begin van kerkelijke samenwerking tussen de Nederlandse Hervormde Kerk en de Gereformeerde Kerken in Nederland, de twee grootste gereformeerd-protestantse kerkgenootschappen. Dit Samen op Weg-proces verloopt moeizaam, maar mondt uiteindelijk uit in een fusie van beide kerken met de Evangelisch-Lutherse Kerk tot de Protestantse Kerk in Nederland (PKN) in 2004. De PKN is sindsdien het grootste gereformeerd-protestantse kerkgenootschap in Nederland. Nog altijd zijn er binnen dit kerkgenootschap grote onderlinge verschillen in opvattingen over de kerkelijke leer en praktijk. Deze verschillen leiden echter zelden tot conflicten omdat de kerkelijke gemeenten op plaatselijk niveau (in steden op wijkniveau) ieder wel voldoende homogeen in opvatting zijn.
Nog bestaande gereformeerd-protestantse kerkgenootschappen in Nederland zijn:
- Vanaf 1619: Remonstrantse Broederschap
- Vanaf 1869: Christelijke Gereformeerde Kerken
- Vanaf 1907: Gereformeerde Gemeenten
- Vanaf 1948: Oud Gereformeerde Gemeenten in Nederland
- Vanaf 1953: Gereformeerde Gemeenten in Nederland
- Vanaf 1980: Gereformeerde Gemeenten in Nederland (buiten verband)
- Vanaf 2004: Hersteld Hervormde Kerk
- Vanaf 2004: Protestantse Kerk in Nederland (PKN)
- Vanaf 2004: Voortgezette Gereformeerde Kerken in Nederland
- Vanaf 2007: Oud Gereformeerde Gemeenten buiten verband
- Vanaf 2023: Nederlandse Gereformeerde Kerken (NGK)
- Vanaf 2024: Gereformeerde Kerken

### België
In België is het protestantisme een minderheidsstroming van het christendom. De grootste stroming is er het rooms-katholicisme. Desondanks is er in België een kleine gemeenschap gereformeerden, die grotendeels onder invloed van Nederland in België is terechtgekomen toen België nog bij het Verenigd Koninkrijk der Nederlanden hoorde. In totaal telt de Verenigde Protestantse Kerk in België (VPKB) 71 Franstalige gemeenten (waarvan 1 in Antwerpen en 1 in Canterbury, Engeland), 35 Nederlandstalige gemeenten, 9 Duitstalige gemeenten (waarvan 3 in Vlaanderen, 3 in Wallonië, 1 in Brussel en 2 in de Duitstalige Gemeenschap), 1 Engelstalige, 1 Schotse, 1 Hongaarse en 1 Koreaanse gemeente (alle in Brussel) en 1 Ghanese gemeente (in Mechelen). Het totaal aantal leden ligt rond de 25.000. Bijna alle gemeenten behoren tot het gereformeerd protestantisme.
Naast de VPKB is er een apart Gereformeerd Overleg Vlaanderen, waarbij elf orthodox-, evangelisch- en bevindelijk-gereformeerde kerken zijn aangesloten. Deze zijn onder andere vanuit Nederland en de Verenigde Staten gevormd. De elf  kerken hebben samen ongeveer 600 leden.
In de Vlaamse Ardennen, de streek rond Oudenaarde, bestonden sinds de Reformatie calvinistische kerken van de zogenoemde Bosgeuzen. Deze groep van acht kerkgemeenten werd door Lodewijk van Nassau in de 17e eeuw de 'Vlaamse Olijfberg' genoemd. Van de acht oorspronkelijke gemeenten is de Protestantse Kerk Horebeke in het gehucht Korsele bij Sint-Maria-Horebeke (gemeente Horebeke) de enige die nog altijd bestaat. De gemeente is ontstaan in 1564 en daarmee de oudste protestantse gemeente van België.

### Duitsland
Het protestantisme in Duitsland wordt sinds de Reformatie hoofdzakelijk gedomineerd door de lutheranen. Slechts regionale minderheden zijn evangelisch-reformiert. De gereformeerden in Duitsland zijn hoofdzakelijk beïnvloed door Huldrych Zwingli en Heinrich Bullinger. Een andere bijzonderheid is de hechte samenwerking van het grootste deel van de gereformeerden met de lutheranen in de Evangelische Kerk in Duitsland. De basis voor deze samenwerking werd gelegd door de Pruisische vorsten, die zelf calvinistisch waren, terwijl het merendeel van de Pruisische bevolking luthers was. Om deze reden en om de eenheid in het rijk te bevorderen, verordonneerde Frederik Willem III van Pruisen in 1817 een samengaan van beide kerkgenootschappen.
Vandaag bestaan er binnen de Evangelische Kirche Deutschlands (EKD, Protestantse Kerk van Duitsland) zowel aparte lutherse en gereformeerde kerkgenootschappen als gezamenlijke Landeskirchen, zoals in Lippe, waar alleen de afzonderlijke kerkgemeenten hetzij luthers hetzij gereformeerd zijn. Er zijn echter voorbeelden waar ook op gemeenteniveau samengewerkt wordt. Deze zijn te vergelijken met de protestantse gemeenten (vroeger Samen op Weg-gemeenten) binnen de Protestantse Kerk in Nederland.
Toch zijn er ook duidelijke verschillen tussen calvinisten en lutheranen. Zo bestaat er juist bij de gereformeerden meer afstand tot de overheid dan bij de lutheranen, die net als in Scandinavië geneigd zijn zich hecht met het gezag te verbinden. Gedurende de nazitijd behoorden dan ook relatief veel gereformeerden tot de verzetsbeweging van de Bekennende Kirche.
Van de 25 miljoen protestanten in Duitsland zijn er ongeveer 2 miljoen gereformeerd. Zij zijn verenigd in de Reformierter Bund. Behalve de gereformeerde genootschappen binnen de EKD behoort hier ook de Evangelisch-altreformierte Kirche in Niedersachsen (EAK, een van evangelische 'Freikirchen') toe. De EAK is geassocieerd lid van de Protestantse Kerk in Nederland en stuurt twee afgevaardigden naar de Generale Synode van de PKN. Voorheen maakten de altreformierten deel uit van de Gereformeerde Kerken in Nederland en tot na de Tweede Wereldoorlog was de kerktaal Nederlands.

### Frankrijk
Door het werk van Calvijn bekeerden veel Fransen zich in de 16e en 17e eeuw tot het calvinisme, maar de Franse koningen onderdrukten deze zogenoemde hugenoten hard. Als gevolg daarvan moesten vele calvinisten vluchten naar Zwitserland, Nederland (en deels verder naar Amerika of Zuid-Afrika), Duitsland en Engeland. Vele emigranten stichtten daar aparte Franstalige kerkgemeenten, zoals de Waalse Hervormden in Nederland.
Pas in de republikeinse tijd in 1848 ontstond er weer voorzichtig een gereformeerde kerk in Frankrijk zelf. Deze kreeg een extra impuls na WOI, toen Elzas-Lotharingen bij Frankrijk werd gevoegd. Hier bevindt zich nog altijd een grote protestantse (calvinistische en lutherse) minderheid. Vandaag heeft Frankrijk drie gereformeerde kerken: de Église Réformée de France met zo'n 350.000 leden over heel Frankrijk (in 2013 opgegaan in Protestantse Kerk van Frankrijk), de regionale Gereformeerde Kerk van Elzas-Lotharingen (in 2006 opgegaan in de Protestantse Kerk van Elzas-Lotharingen), en de landelijke, meer behoudende Églises Réformées Évangéliques (3000 leden).

### Hongarije en omliggende landen
De Hongaarse Gereformeerde Kerk is de enige nationale calvinistische kerk die tot vandaag heeft overleefd zonder afsplitsingen. Toch heeft de kerk veel te lijden gehad van de opdeling van het Hongaarse koninkrijk na de Eerste Wereldoorlog en de communistische tijd na de Tweede Wereldoorlog.
Bij de volkstelling in 2001 waren er ruim 1,6 miljoen Hongaren (16% van de bevolking) die zichzelf opgaven als lid van de Gereformeerde Kerk. In Transsylvanië (Roemenië) noemden bij de volkstelling van 2002 nog eens 700.000 mensen zich gereformeerd. Nagenoeg alle Roemeense calvinisten zijn etnische Hongaren, die in Roemenië voor iets meer dan de helft calvinistisch zijn. In het zuiden van Slowakije wonen volgens de volkstelling in dat land 110.000 etnisch Hongaarse gereformeerden. Samen met bescheiden calvinistische gemeenschappen in Oekraïne (Transkarpathië) en Servië (Vojvodina) zijn er zo'n 2,5 miljoen gereformeerden op een totaal van 12,5 miljoen Hongaren in Europa.

### Schotland
Met Nederland en Zwitserland is Schotland zowat het enige land ter wereld dat ooit een gereformeerde meerderheid kende. Zoals Nederland de Nederlandse Geloofsbelijdenis heeft, heeft ook Schotland een 'eigen' gereformeerde geloofsbelijdenis, namelijk de Schotse Geloofsbelijdenis. Ook in Schotland heeft de Kerk van Schotland, bijgenaamd de 'Kirk', echter te lijden onder een teruglopend ledenaantal. De kerk bouwt grotendeels voort op het werk van John Knox. Een groot schisma in 1843, bekend als de Disruption ('Scheuring'), leidde tot de oprichting van de Vrije Kerk van Schotland. In 1929 keerden de meeste afgescheidenen weer terug naar de Kirk. Toch bestaan er na eerdere en latere afsplitsingen en fusies nog zes kleinere gereformeerde kerkgenootschappen naast de Kerk van Schotland.
Volgens eigen officiële gegevens heeft de Schotse landskerk ongeveer 500.000 leden, wat overeenkomt met 9% van de Schotse bevolking. Toch bekende bij de laatste volkstelling in 2011 32% van de Schotten zich tot de Kirk, zij het dat dit aandeel bij de volkstelling van 2001 nog 42% was.

### Zwitserland
De Zwitserse Gereformeerde Kerken werden gesticht onder invloed van het werk van Huldrych Zwingli en Heinrich Bullinger in het Duitse taalgebied en Willem Marel en Johannes Calvijn in het Franse taalgebied. Calvijn en Bullinger verenigde in 1549 in Zürich hun krachten in de Tweede Helvetische Confessie of Consensus Tigurinus. Toch heeft elk kanton zijn eigen kerk en zijn de Duitstalige kantonkerken duidelijk meer door Zwingli en Bullinger en de Franstalige kantonkerken meer door Calvijn beïnvloed. Een kenmerk van de Zwingliaanse kerken is hun traditioneel hechte band met de staat (het kanton).
Bij de volkstelling van 2000 bekenden 2,4 miljoen Zwitsers zich tot een van de evangelisch-reformierte kerken, hetgeen overeenkomt met 33% van de totale Zwitserse bevolking. Traditioneel kende Zwitserland een gereformeerde meerderheid van bijna 60%, tegenover ruim 40% katholieken. Door immigratie van in overgrote meerderheid katholieke buitenlanders uit de omliggende landen keerden de verhoudingen zich tussen 1945 en 1970 volledig om: in 1970 was nog slechts 46% gereformeerd tegenover 50% katholieken. Sindsdien hebben beide groepen door ontkerkelijking en een verdere groei van de buitenlandse bevolking veel aanhang verloren. In de meeste kantons was er ofwel een grote gereformeerde ofwel een grote katholieke meerderheid, maar er zijn ook enkele traditioneel gemengde kantons.

### Andere werelddelen
In Zuid-Afrika, Canada, de Verenigde Staten, Indonesië, Australië, Nieuw-Zeeland en vele andere landen zijn door emigratie en zendingswerk, onder andere van Nederlanders, ook aanzienlijke gereformeerde kerkgenootschappen ontstaan.

#### Zuid-Afrika

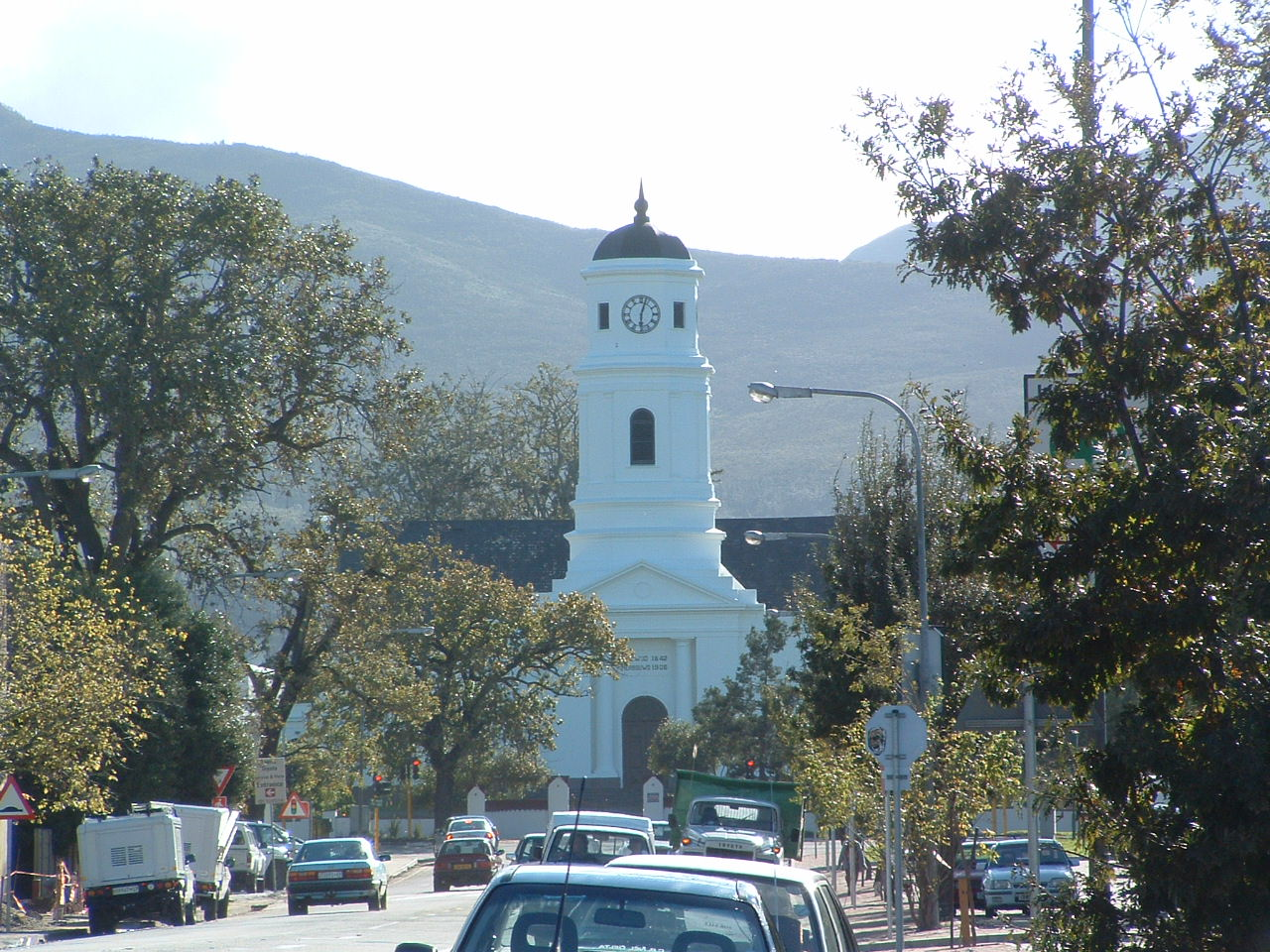
Nederduitse Gereformeerde Kerk te George

In Zuid-Afrika, waar de calvinistische kerken volledig uit de Nederlandse traditie voortkomen, is het aantal gereformeerden met 3,2 miljoen in 2001 zelfs hoger dan in Nederland. De belangrijkste kerkgenootschappen zijn hier:
- de Nederduitse Gereformeerde Kerk (NG Kerk), de oudste kerk van Zuid-Afrika, gesticht in de 17e eeuw en geconcentreerd in de Kaapprovincies
- de Nederduitsch Hervormde Kerk (NH Kerk), ontstaan en geconcentreerd in Transvaal
- de Gereformeerde Kerk (GKSA, Dopperkerk), afscheiding van de NG Kerk uit de 19e eeuw en verbonden met de Gereformeerde Kerken in Nederland
- de Evangelies-Gereformeerde Kerk (EGK), gesticht in 1944 als afscheuring van de NG Kerk, door leden die de uitverkiezingsleer verwerpen.
- de Vrye Gereformeerde Kerke in Suid-Afrika (VGKSA), gesticht in 1950 door Nederlandse immigranten als zusterkerk van de "Gereformeerde Kerken in Nederland (vrijgemaakt)".
- de Afrikaanse Protestantse Kerk (APK), gesticht in 1987 als afscheuring van de NG Kerk, door leden die de kerk willen voorbehouden aan blanke Afrikaners.

De NG Kerk, NH Kerk en GKSA worden ook wel de Drie Susterkerke genoemd. Hiertoe behoorde oorspronkelijk de overgrote meerderheid van de Afrikaanstaligen in Zuid-Afrika: in 1980 nog 91%. Bij de laatste volkstelling van 2001 was dit percentage gedaald tot 51%. Deze daling is grotendeels te verklaren door ontkerkelijking, deels door het ontstaan van de APK en deels door de opkomst van evangelische en pinksterkerken.